# Black Betty (Ram Jam)
Black Betty è un singolo dei Ram Jam del 1977, cover dell'omonimo brano scritto nel ventesimo secolo.

## Composizione e pubblicazione
I Ram Jam realizzarono la cover di Black Betty prendendo a modello quella già fatta in precedenza dagli Starstruck con la produzione di Jerry Kasenetz e Jeff Katz per la Epic Records.

## Accoglienza
Il brano ebbe un immediato successo, arrivando a raggiungere la posizione numero diciotto della Billboard Hot 100 negli Stati Uniti, oltre che varie posizioni di riguardo nelle classifiche d'Europa ed Australia. Contemporaneamente, il testo del brano fu oggetto di contestazione da parte di varie associazioni per i diritti civili come il NAACP e il Congress of Racial Equality. Nel 1990 un remix dance della versione dei Ram Jam ebbe grande successo nel Regno Unito e il Australia.

### Tracce
7" Single Epic 5492 1977
1. Black Betty	 - 2:32
2. I Should Have Known - 4:45

Solid Gold - 3" CD-Single Epic 654607 3 1989
1. Black Betty2:29
2. Let It All Out - 4:00
3. High Steppin' - 3:41
4. Hey Boogie Woman - 3:09

### Classifiche
| Classifica (1977) | Posizione più alta |
| ----------------- | ------------------ |
| Austria           | 23                 |
| Francia           | 2                  |
| Paesi Bassi       | 6                  |
| Svezia            | 14                 |
| Australia         | 17                 |
| Nuova Zelanda     | 8                  |
| Regno Unito       | 7                  |
| USA               | 18                 |